# Bernhard Goetz
Bernhard „Bernie“ Hugo Goetz (* 7. November 1947 in Queens, New York City) wurde bekannt als der Subway Vigilante, als er am 22. Dezember 1984 in der New Yorker U-Bahn auf vier Afroamerikaner schoss, die ihn seiner Meinung nach ausrauben wollten. In New York wurde er zu einer Symbolfigur für einen Bürger, der sich angesichts der extrem hohen Kriminalität zu dieser Zeit zur Notwehr gezwungen sah.

## Der Vorfall
Goetz ist der Sohn deutscher Einwanderer. Er studierte Elektrotechnik an der New York University. Zum Zeitpunkt des Zwischenfalls betrieb er als Selbstständiger einen Elektronik-Reparaturdienst in seinem Appartement in Greenwich Village. 1981 wurde Goetz überfallen und trug dabei Verletzungen davon. Seitdem trug er eine Pistole bei sich, ohne jedoch die Erlaubnis zum Führen einer Waffe zu haben. Zweimal konnte Goetz sich durch das Ziehen dieser Waffe aus Bedrohungssituationen retten.
Am frühen Nachmittag des 22. Dezember 1984 fuhren die Afroamerikaner Barry Allen (19 Jahre), Troy Canty (19 Jahre), James Ramseur (18 Jahre) und Darrell Cabey (19 Jahre) mit der Express-U-Bahn-Linie 2 in Richtung Downtown. An der Haltestelle 14. Straße stieg Goetz zu und nahm zufällig in der Nähe der vier Männer platz. Laut Goetz’ Aussage sprachen sie ihn unmittelbar danach an und bedrängten ihn. Canty verlangte von Goetz: „Gib mir fünf Dollar!“ Laut ersten Aussagen der jungen Männer wollten sie hingegen ohne jede räuberische Absicht lediglich Geld sammeln, um Videospiele zu spielen.
Goetz erhob sich, zog aus seiner Jacke einen fünfschüssigen Smith & Wesson-Revolver Kaliber .38 Special und gab in rascher Folge alle fünf Schüsse auf die vier Männer ab. Goetz soll angeblich mit den Worten „Du siehst noch ganz gut aus; hier ist noch einer“ versucht haben, aus seiner leeren Waffe einen weiteren Schuss auf den am Boden liegenden Cabey abzugegeben, was Goetz jedoch bestreitet. Alle vier jungen Männer wurden verletzt, überlebten jedoch. Cabey blieb als Folge seiner Schussverletzungen gelähmt und trug einen Gehirnschaden davon.
Goetz flüchtete „in aller Ruhe“ aus dem U-Bahn-Wagen in den U-Bahn-Tunnel, mietete sich ein Auto und fuhr nach Vermont und New Hampshire. Er stellte sich am 31. Dezember 1984 in New Hampshire der Polizei.

## Reaktion der Öffentlichkeit
Der U-Bahn-Vorfall beherrschte vor dem Hintergrund der damals hohen Kriminalität in New York monatelang die Presse und spaltete die öffentliche Meinung. Manche verdächtigten Goetz, aus Rachsucht gehandelt zu haben, da er zuvor schon zweimal überfallen worden war. Sie sprachen von einer Überreaktion angesichts unbewaffneter Afroamerikaner und von nicht hinnehmbarer Selbstjustiz. Andere billigten ihm ein Recht auf Notwehr zu. Bürger-Selbstorganisationen wie die Guardian Angels und der Congress of Racial Equality sammelten Geld für die Verteidigung von Goetz.
Goetz stand im Fokus der Diskussion über die hohe Kriminalität in der Stadt. Im Jahr 1984 wurden allein in der New Yorker U-Bahn 38 Verbrechen täglich verübt. Erst in den ersten Jahren des 21. Jahrhunderts sank die Kriminalitätsrate in New York – nach ihrem Höhepunkt im Jahr 1990 – auf den Wert der 1960er-Jahre, was unter anderem als Folge der Nulltoleranzstrategie der New Yorker Polizei angesehen wird.

## Die Prozesse
Im Strafverfahren gab Goetz zu, die Schüsse abgegeben zu haben, berief sich aber auf sein Recht auf Notwehr. Das Gericht erkannte seine Handlungen als Notwehr an, verurteilte Goetz aber zu einer einjährigen Haftstrafe wegen illegalen Waffenbesitzes, von der er acht Monate absaß. Darrell Cabey verklagte Goetz im Jahr 1985 in einem Zivilprozess und gewann diesen im Jahr 1996. Ihm wurden 43 Millionen US-Dollar Schmerzensgeld zugesprochen. Goetz meldete daraufhin Insolvenz an.

## Nach den Prozessen
Goetz kandidierte 2001 erfolglos als Bürgermeister von New York und 2005 als Ombudsmann (Public Advocate). Ende 2013 wurde er festgenommen, weil er versucht haben soll, einer Zivilpolizistin Marihuana zu verkaufen. Goetz ist ein Befürworter eines vegetarischen Lebensstils und setzt sich für die zusätzliche Einführung von vegetarischen Mahlzeiten an New York Citys öffentlichen Schulen ein. Über seine Firma Vigilante Electronics verkauft er elektronische Testgeräte.
Er wird sowohl in dem Song We Didn’t Start the Fire von Billy Joel als auch in den Songs Clan in da front von Wu-Tang Clan, Stick your guns von The Templars, Hold On von Lou Reed und Da Graveyard von Big L erwähnt.